# Dasydytes longisetosus
Dasydytes longisetosus är en djurart som tillhör fylumet bukhårsdjur, och som först beskrevs av Ilya Ilyich Mechnikov 1864.  Dasydytes longisetosus ingår i släktet Dasydytes och familjen Dasydytidae. Inga underarter finns listade i Catalogue of Life.